# Carnevale di Viareggio

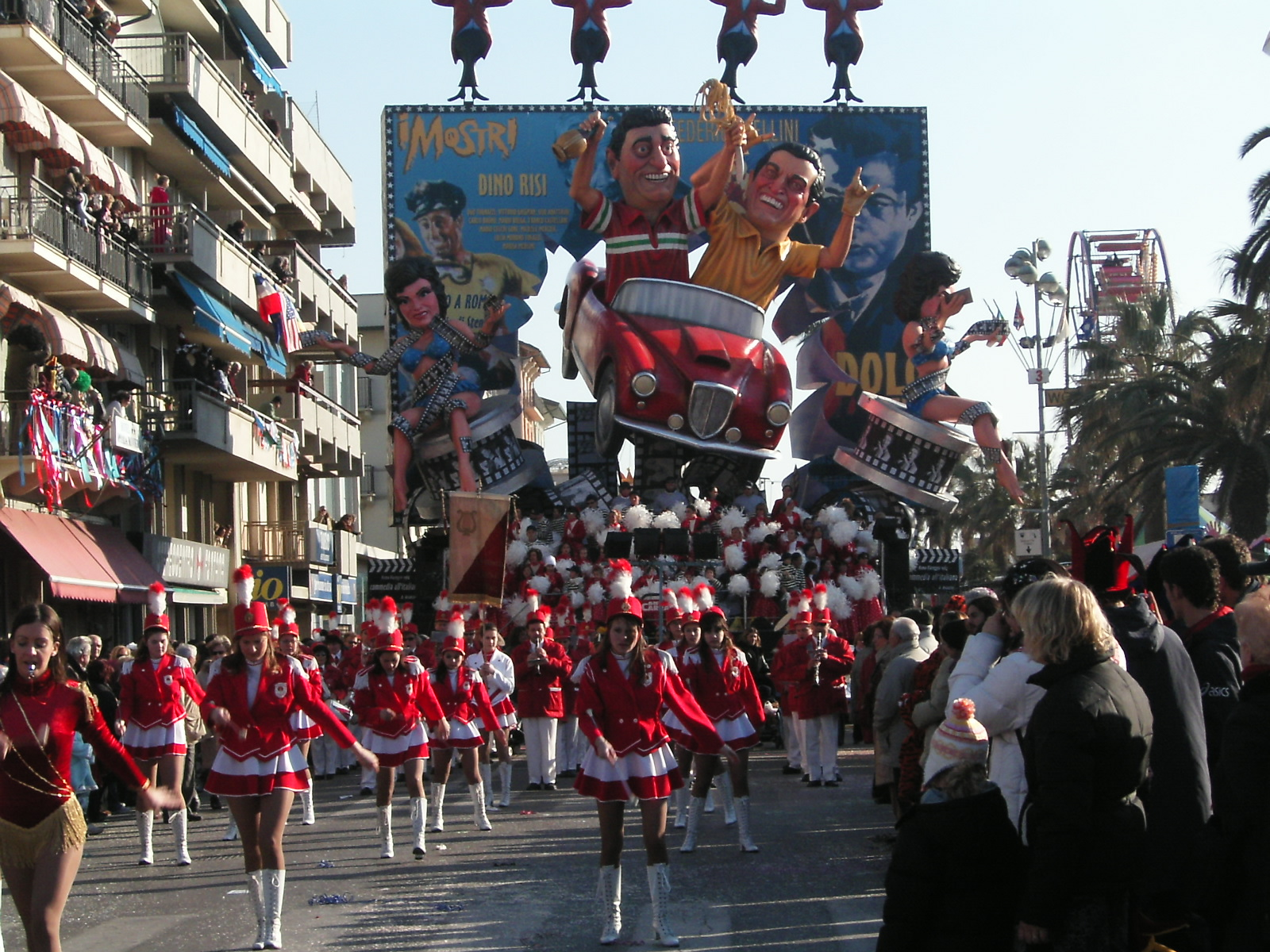
Carnevale di Viareggio 2005, carro allegorico di prima categoria Commedia all'italiana di Alessandro Avanzini, preceduto dalle majorette - Quarto classificato

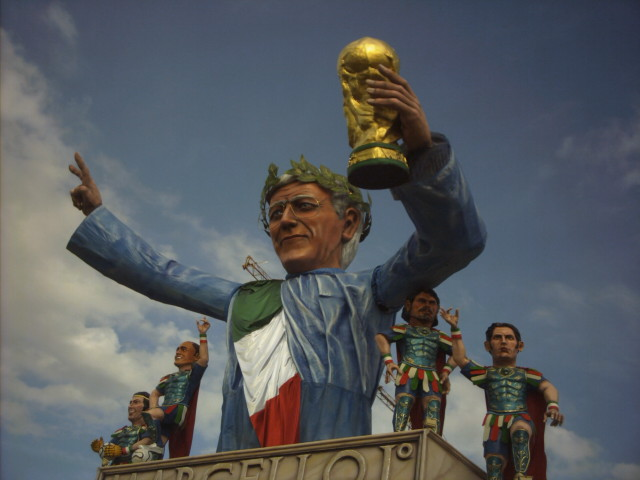
Carnevale di Viareggio 2007, carro allegorico di seconda categoria Marcello I° di Emilio Cinquini, che raffigura i campioni del mondo di calcio - Secondo classificato

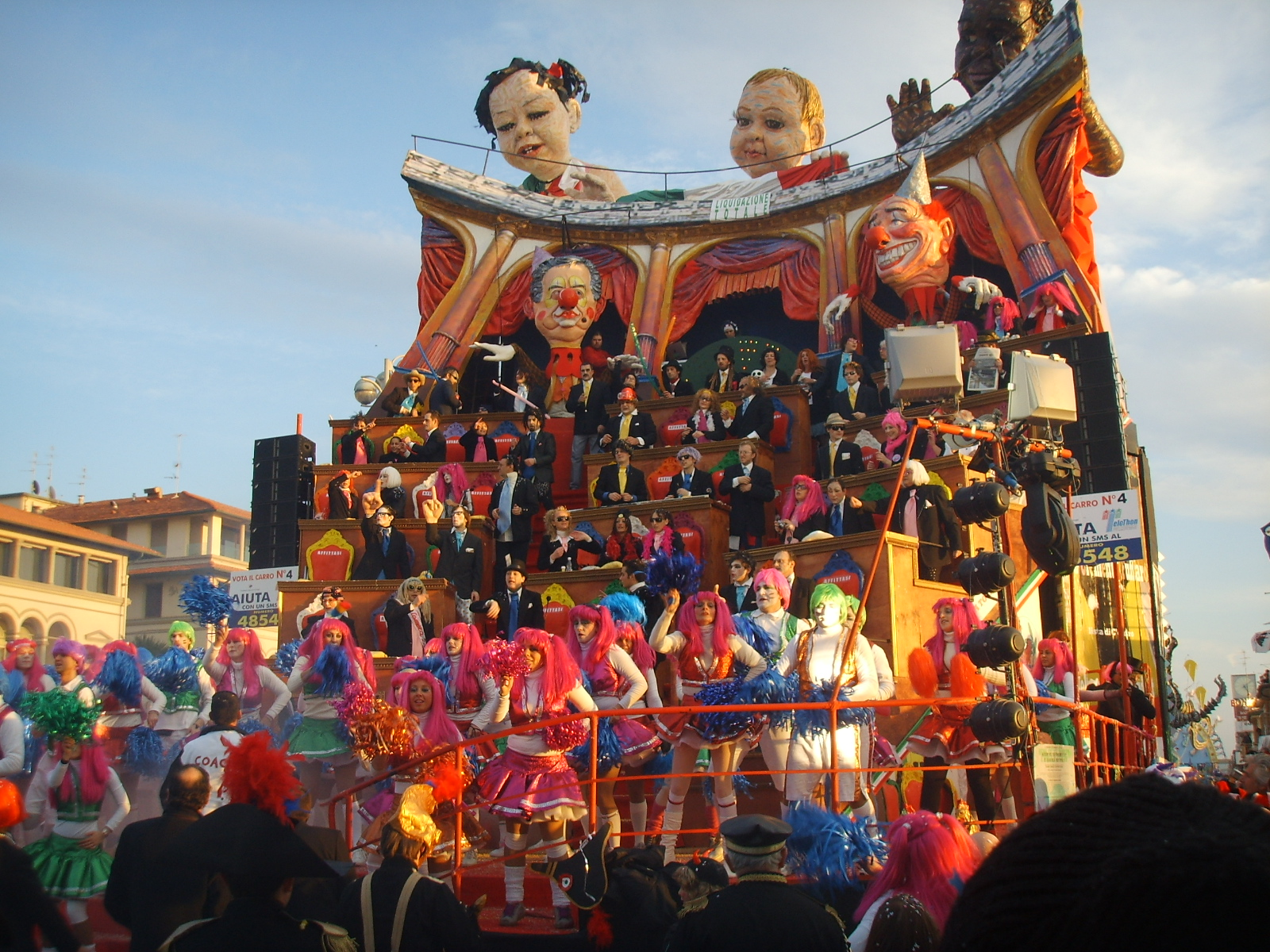
Carnevale di Viareggio 2008, carro allegorico di prima categoria Uère iz ze Party? È qui la festa? di Lebrigre e Roger, che ironizza sul Parlamento italiano - Sesto classificato

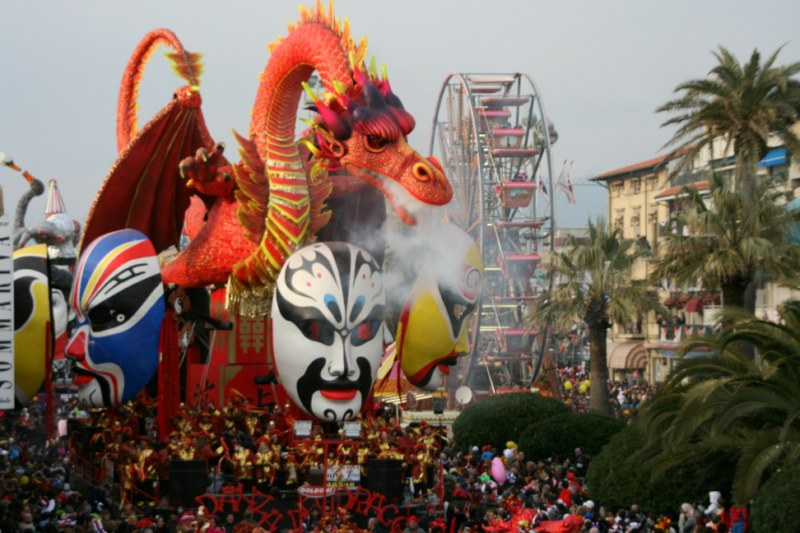
Carnevale di Viareggio 2010, carro allegorico di prima categoria La Danza del Drago dei fratelli Bonetti - Secondo classificato

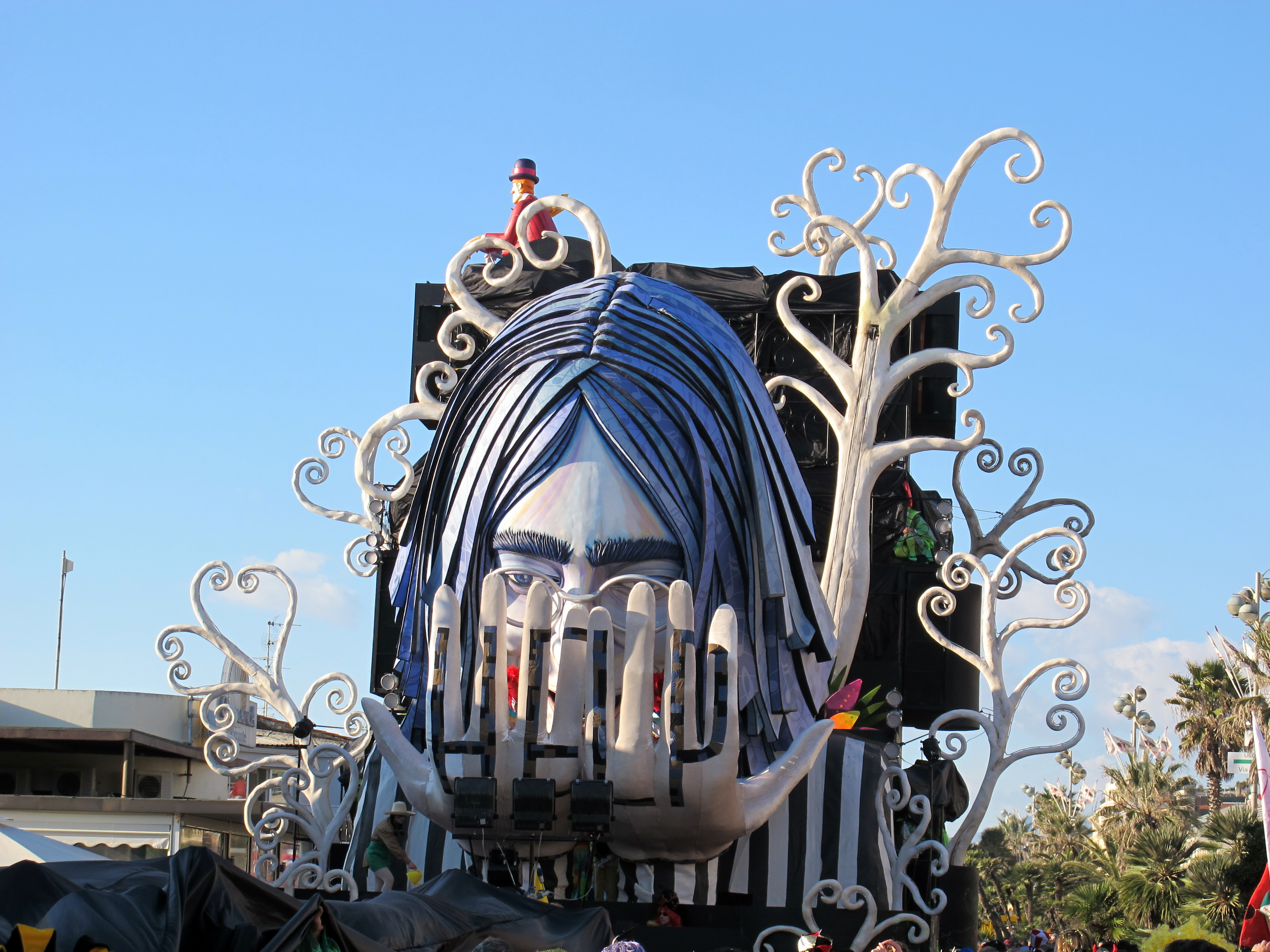
Carnevale di Viareggio 2014, carro allegorico di prima categoria Revolution di Umberto, Stefano e Michele Cinquini - Terzo classificato

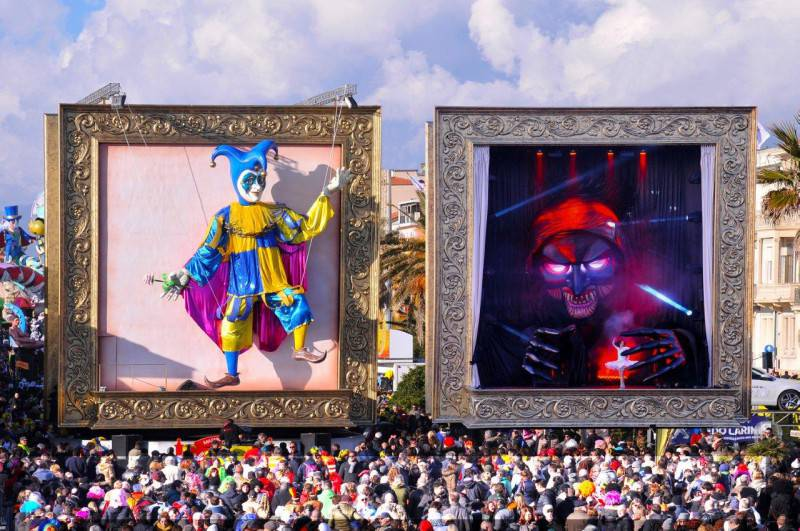
Carnevale di Viareggio 2015, carro allegorico di prima categoria Quello che non vorrei vedere di Massimo Breschi - Primo classificato

Carnevale di Viareggio 2018, carro allegorico di prima categoria Papaveri rossi dei fratelli Cinquini - Primo classificato

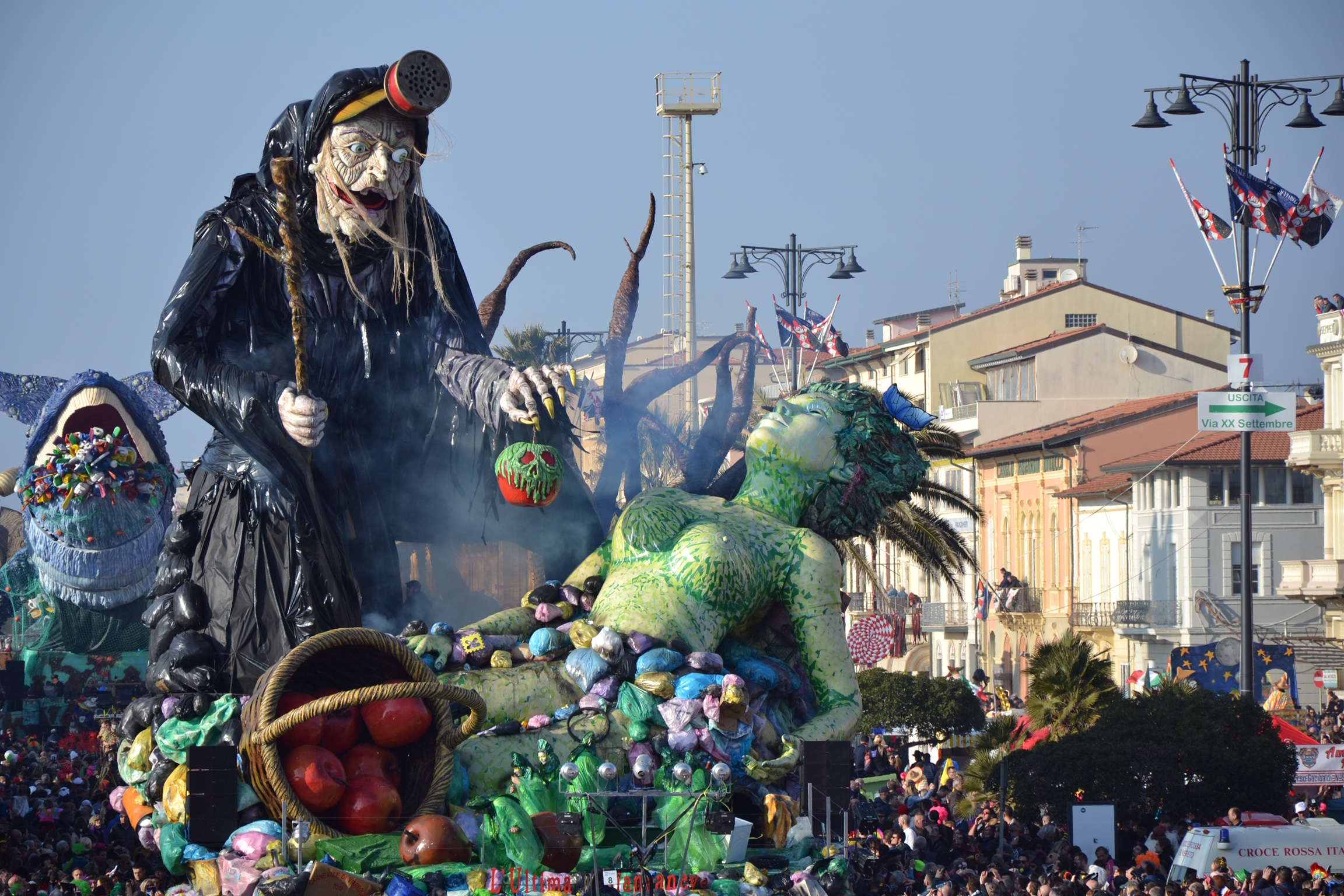
Carnevale di Viareggio 2019, carro allegorico di prima categoria L'ultima Biancaneve di Jacopo Allegrucci - Primo classificato

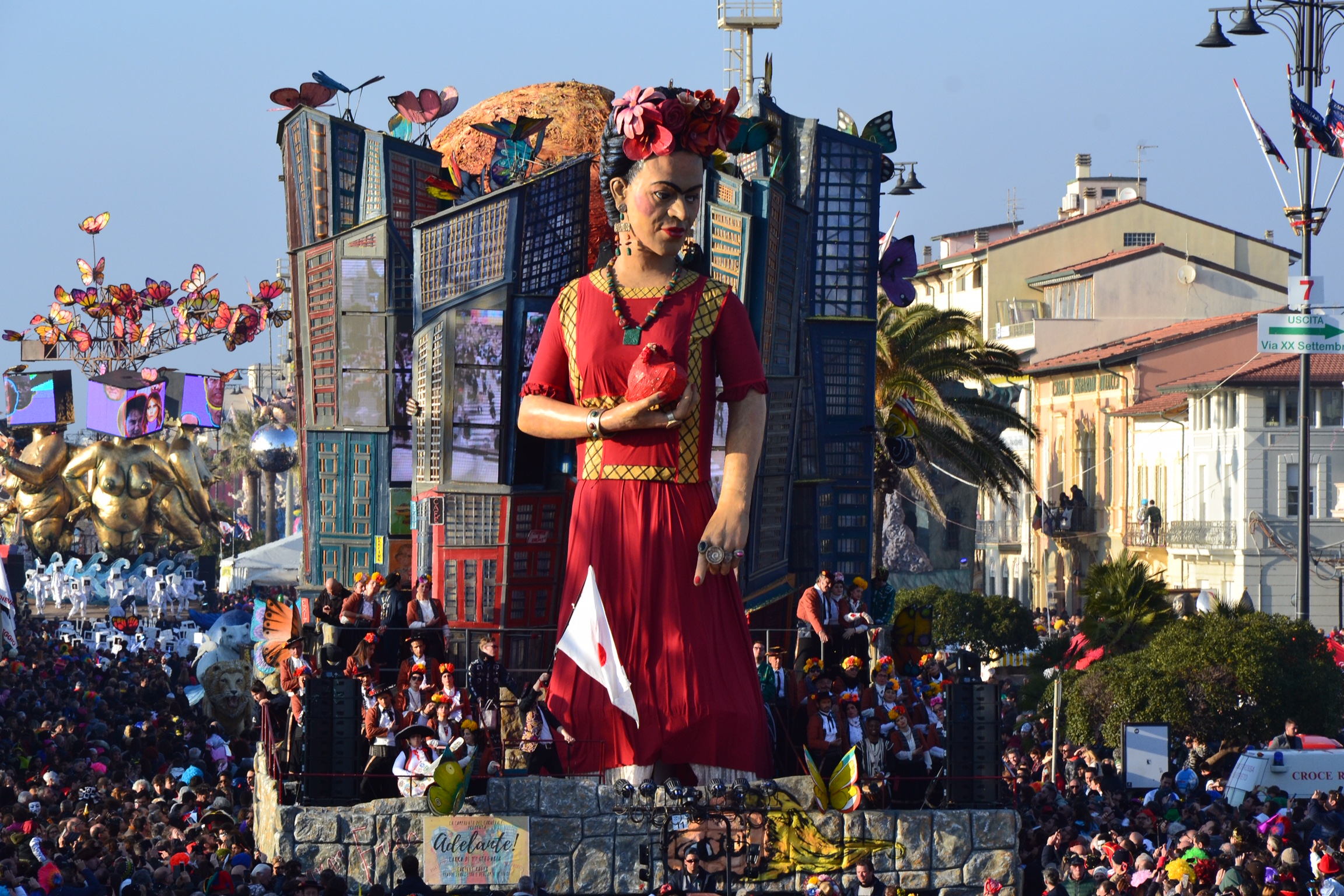
Carnevale di Viareggio 2019, carro allegorico di prima categoria Adelante di Lebigre e Roger - Secondo classificato

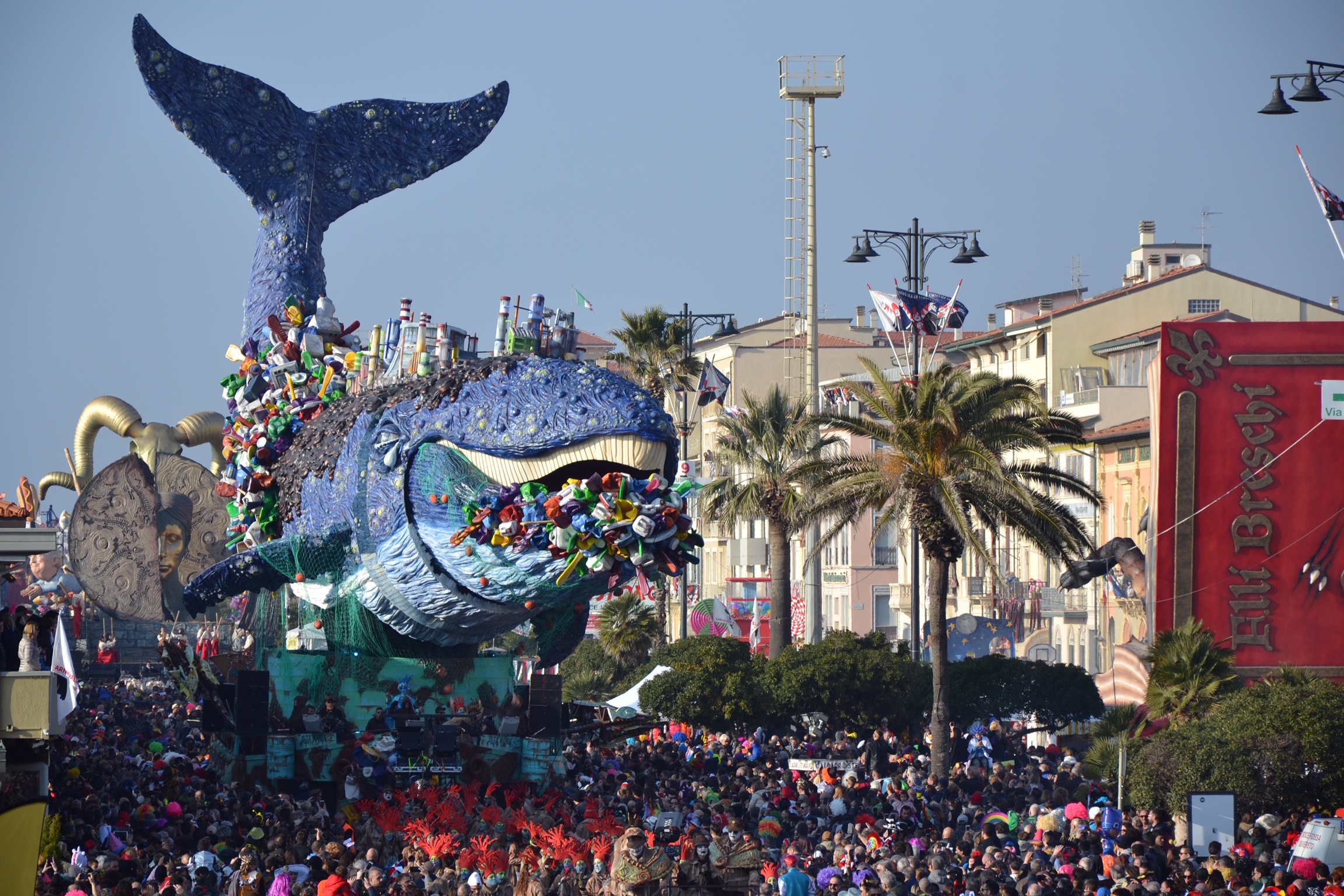
Carnevale di Viareggio 2019, carro allegorico di prima categoria Alta marea di Roberto Vannucci - Terzo classificato

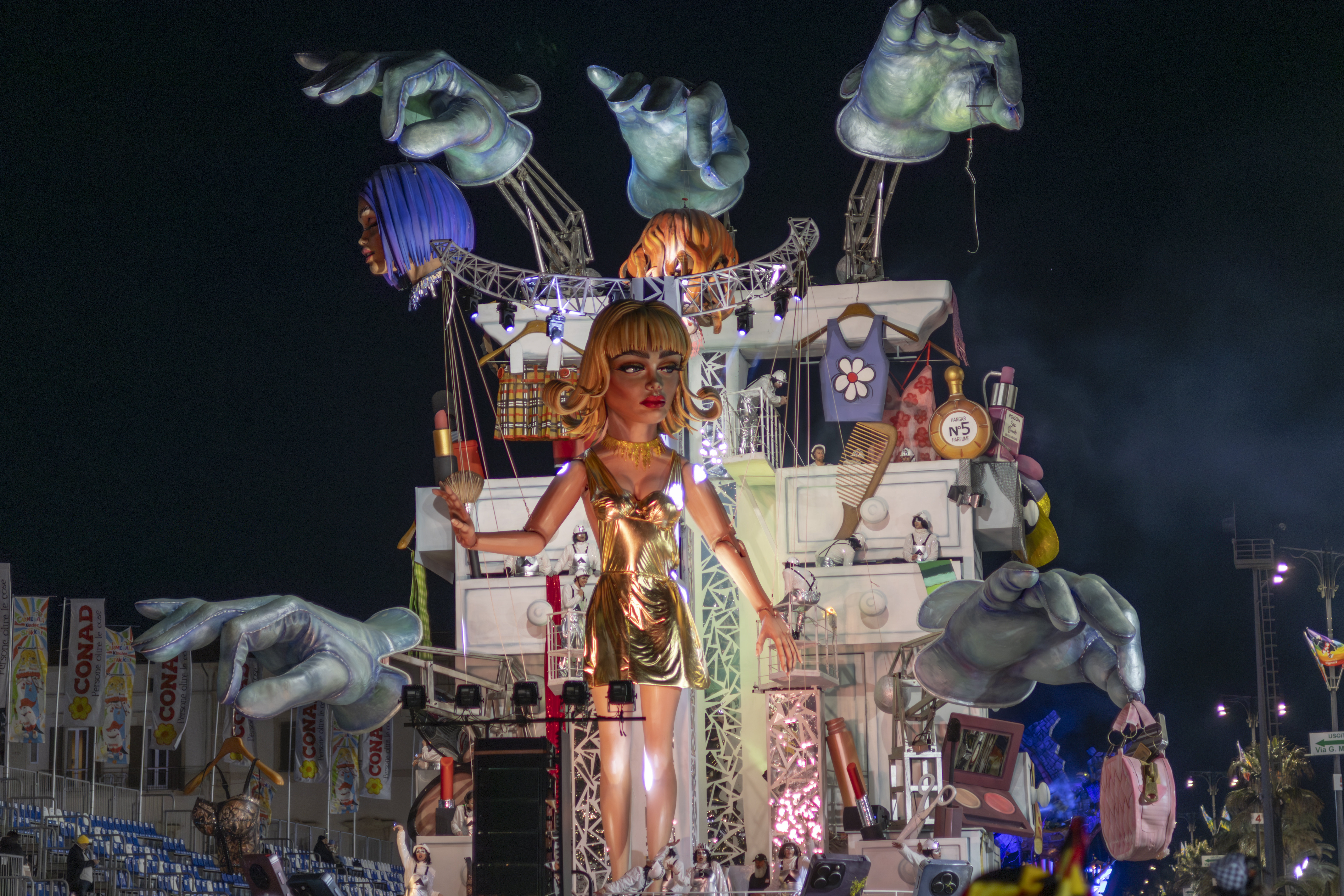
Carnevale di Viareggio 2025, carro allegorico di prima categoria Come tu mi vuoi dei fratelli Cinquini - Terzo classificato

Il Carnevale di Viareggio è considerato uno dei più importanti carnevali d'Italia, d'Europa e del Mondo. I carri allegorici, fra i più grandi del globo, sono alti dai 20 fino ai 30 metri e larghi 12. Questi sfilano lungo la passeggiata e il lungomare viareggini e, attraverso la satira, affrontano i grandi temi della contemporaneità: dalla politica nazionale e internazionale, all'ambiente, al sociale.

## La storia del carnevale di Viareggio
La tradizione della sfilata di carri (dapprima calessi) a Viareggio risale al 1873 e vuole che l'idea di una sfilata il giorno di martedì grasso del 1873 sia nata ai tavoli del Caffè del Casinò, inaugurato quarant'anni prima. Sul finire del secolo, comparvero i carri trionfali, veri e propri monumenti, costruiti in legno, scagliola e juta, modellati da scultori e messi insieme da carpentieri e fabbri che, in Darsena, sugli scali dei cantieri navali, sapevano creare straordinarie imbarcazioni.
La prima guerra mondiale indusse a una pausa bellica che durò sei anni. La manifestazione riprese nel 1921 e i carri sfilarono sui due viali a mare.
Nel 1921 si cantò la prima canzone ufficiale, nota come la ‘’Coppa di Champagne”, attuale inno del Carnevale, composta dal musicista Icilio Sadun su parole di Lelio Maffei. Quell’anno per la prima volta, anche i carri si animarono a suon di musica, perché la banda trovò posto a bordo della costruzione intitolata “Le nozze di Tonin di Burio” di Guido Baroni, che rappresentava la festa nuziale nell’aia di una casa colonica. Due anni dopo il carro del Pierrot fu la prima maschera a muovere la testa e gli occhi. Nel 1925 il pittore Antonio D’Arliano inventò la tecnica della carta a calco, che da allora ha consentito costruzioni colossali. Nel 1930 Uberto Bonetti, ideò Burlamacco: la maschera simbolo di Viareggio, che, nel manifesto del 1931, apparve in compagnia di Ondina, bagnante simbolo della stagione estiva. Fin dall’inizio (1954) la neonata Rai prima, e l’Eurovisione (1958) poi, hanno consacrato la grande manifestazione, trasportando ovunque, via etere Viareggio e il Carnevale. Dopo un lungo stop durato 25 anni, la Rai è tornata a riprendere in diretta tv i corsi mascherati in occasione del Carnevale 2006, quando la sfilata fu di nuovo trasmessa in diretta televisiva su Raitre in occasione del martedì grasso, consuetudine confermata negli anni a seguire, ad esclusione dell'edizione 2021 quando il Carnevale di Viareggio fu posticipato all'autunno a causa del Covid.
Il 20 febbraio 1971 si svolse il primo carnevale rionale della Darsena.
Oggi il Carnevale di Viareggio è un evento di fama internazionale. Ogni anno si svolgono i Corsi Mascherati, ovvero le sfilate dei carri allegorici nel periodo tra la fine di gennaio e l'inizio di marzo e vi partecipano oltre 600.000 spettatori. Dal 1994 i festeggiamenti vengono prolungati alla prima domenica di Quaresima, secondo l'antica tradizione lucchese della Tabernella.

## La cartapesta
La cartapesta è un preparato essenzialmente composto da acqua, colla, gesso e carta; il procedimento di lavorazione parte dalla creazione di un modello in argilla. Con una colata di gesso su questo modello si ottiene il negativo del calco, all'interno del quale vengono applicate le strisce di carta che sono state precedentemente imbevute in un composto di acqua e colla. Grazie a questo materiale i carristi riescono a plasmare masse e volumi molto grandi e, grazie alla leggerezza delle forme vuote, il carro è una struttura semovente spettacolare. Le strisce vengono poi fatte aderire al calco, che ha poi bisogno di molte ore per l'asciugatura.
In seguito si stacca il lavoro di cartapesta e, dopo averlo levigato con carta vetrata, si procede alla decorazione con colori acrilici o a tempera, che vengono ricoperti da un'ulteriore vernice lucida di protezione. Il primo carro di cartapesta fu realizzato a Viareggio, nel 1925: "I cavalieri del Carnevale" di Antonio D'Arliano. Attualmente uno dei grandi maestri riconosciuti della cartapesta è Arnaldo Galli che insieme al fratello Renato e a Silvano Avanzini ha collaborato per la costruzione di materiali di scena in film di Federico Fellini come Casanova e Boccaccio '70, costruendo un'Anita Ekberg di misure enormi. Maschere in cartapesta dei maestri viareggini hanno fatto da cornice alla cerimonia di apertura dei Mondiali di calcio di Italia '90 e a quella di chiusura dei XX Giochi olimpici invernali.
Alla vita e alle opere dei carristi è dedicato il volume Profili di cartapesta (Pezzini editore), scritto da Claudio Vecoli, giornalista ed esperto del Carnevale di Viareggio, dove sono racchiuse in forma enciclopedica le biografie complete degli oltre 130 costruttori che si sono alternati negli hangar dal dopoguerra ad oggi. La prima edizione, uscita nel 2004, è stata aggiornata e ampliata nel 2023 in occasione dei 150 anni del Carnevale di Viareggio.

## La Cittadella
La Cittadella del Carnevale è il più grande parco tematico d'Europa dedicato alle maschere. Si trova nella zona nord della città. Sulla grande piazza ellittica intitolata a Burlamacco, si affacciano i 16 hangar all'interno dei quali vengono costruiti i carri e le mascherate. È stata inaugurata il 15 dicembre 2001 secondo il progetto di Francesco Tomassi.
Nel 2017 è stato inaugurato lo spazio espositivo "Espace Gilbert" in cui sono esposti elementi dei grandi carri del passato. Nel 2019 è stato inaugurato il piano terra del nuovo allestimento del Museo del Carnevale. Attraverso le testimonianze artistiche dal 1500 al 1873 viene raccontato il "mondo alla rovescia" tipico del Carnevale nei festeggiamenti in Europa. Il primo piano invece racconta il Carnevale di Viareggio attraverso una selezione di modellini e bozzetti originali. In Cittadella sono attivi anche laboratori della cartapesta in cui dai bambini agli adulti possono imparare le tecniche della lavorazione.
Nell'estate 2020 è stato realizzato il progetto grafico di giganteschi murales sui portoni degli hangar dei carri, firmato dall’architetto Paolo Riani e realizzato dall’Ati, l’associazione temporanea di cinque ditte artigiane del Carnevale di Viareggio. Una completa trasformazione di piazza Burlamacco, al centro della Cittadella, che si identifica ancora di più nell’agorà dell’arte, attraverso una grande temporary exhibit, da ammirare solo “qui” ed “ora”, proprio nel senso dello spirito del Carnevale.
Una grande mostra a cielo aperto con sedici dettagli dei manifesti più belli della storia del Carnevale, dipinti sulle facciate dei capannoni, che custodiscono i carri allegorici e l’hangar museo, per una superficie totale di duemila metri quadri.
Il 16 febbraio 2021 (giorno di Martedì Grasso) è stato inaugurato il nuovo Archivio Storico al secondo piano dell'area museale, dedicato alla conservazione dei documenti e dei bozzetti originali.

## Carnevale e arte
Il rapporto tra il Carnevale di Viareggio e l'arte è sempre stato molto stretto, come testimoniano i numerosi contributi di artisti tra i quali Lorenzo Viani, Renato Santini, Uberto Bonetti, Sergio Staino, Dario Fo e Jean-Michel Folon. Lorenzo Viani, illustre pittore viareggino, che ha scritto sul Carnevale pagine illuminanti, ha contribuito attivamente nel 1911 alla realizzazione del carro "Il trionfo della vita” di Domenico Ghiselli, di cui abbiamo testimonianza della decorazione con una galleria di figure allegoriche dei pannelli della base.
Renato Santini, altro pittore della città, si avvicina al mondo della cartapesta nel 1924, in occasione della preparazione delle maschere per il Carnevale di Viareggio; realizza numerosi carri a partire dal 1947 (“Teatro della vita”) fino al 1956 con il carro “A tempo di mambo”.
Altri artisti che hanno avuto rapporti più o meno duraturi con il Carnevale di Viareggio nei panni di carristi sono anche i pittori di fama nazionale Giorgio Michetti (Viareggio 1912 -  Viareggio 2019) e Mario Francesconi (Viareggio 1934). Nel 2009 proprio al rapporto fra l'arte e il Carnevale di Viareggio il Comune di Viareggio ha dedicato una mostra dal titolo "Arte fra le maschere" che si è tenuta a Palazzo Paolina a Viareggio.
Fra le firme più recenti si cita quella del premio Nobel Dario Fo che ha collaborato con Umberto e Stefano Cinquini, che descrivono alla realizzazione del loro carro ispirato la brutalità che produce la guerra sui bambini; quella di Jean-Michel Folon, artista belga recentemente scomparso, che con i suoi celebri colori pastello ha firmato il manifesto ufficiale per il Carnevale del 2000.

## Festa e tradizione
Tutto il carnevale è accompagnato da veglioni e feste in maschera che hanno origine antica, ben prima della nascita dei corsi mascherati. Negli anni '20 erano famosi i veglioni "di colore", feste nelle quali le donne dovevano indossare un abito delle tinte indicate, mentre gli uomini indossavano lo smoking, gli addobbi, i coriandoli e le stelle filanti erano nei colori prescritti. Locali come il Principe di Piemonte, l'albergo Royal e il Cafè chantant Margherita sulla Passeggiata erano la sede ideale per questo tipo di feste e proprio in quest'ultimo locale iniziò nel 1932 la tradizione dei veglioni in costume con un "ballo incipriato del Settecento". Negli anni a venire si ricordano i veglioni della stampa, della Croce rossa e dei Lions, queste ultime associazioni senza scopo di lucro che spesso e volentieri partecipano attivamente anche oggi alla vita del Carnevale. Oggi le feste rionali si tengono soprattutto nei fine settimana dei corsi mascherati. Sono feste in strada accompagnate da musiche, maschere, cucina tipica e tanto divertimento.

## Rioni
In contemporanea al periodo carnevalesco si tengono nei quartieri cittadini i Rioni del Carnevale di Viareggio. Queste feste sono la parte più popolare del Carnevale di Viareggio. Interi quartieri, nei week-end di festa, si trasformano in sambodromi all'aperto in cui poter ballare liberamente in maschera, ma anche cenare deliziandosi con i piatti tipici della tradizione viareggina (a partire dalle ore 19). In particolare ad organizzare le feste notturne sono i rioni Darsena (da tradizione dal venerdì successivo al giovedì grasso e fino alla sera del martedì grasso), Marco Polo e Croce Verde. Sempre durante il periodo dei festeggiamenti, feste rionali pomeridiane vengono organizzate anche per i ragazzi: fra queste la più celebre è quella organizzata dal rione Vecchia Viareggio.

## Museo del Carnevale di Viareggio
Il Museo del Carnevale racconta il mondo alla rovescia e la storia dell'arte di costruire macchine allegoriche. Al piano terra il bookshop e la linea del tempo con le testimonianze artistiche del Carnevale in Europa dal 1500 al 1873. Al primo piano la storia del Carnevale di Viareggio attraverso modellini di carri, bozzetti originali e elementi dei carri stessi. Il Museo si completa con l'Espace Gilbert, in cui oltre alla grande ballerina di 13 metri vincitrice nel 2004 ci sono parti dei carri del passato.

## Il Torneo Mondiale Giovanile di Calcio
Durante il periodo carnevalesco uno dei principali eventi è anche il torneo giovanile di calcio “Coppa Carnevale”, anche detto Torneo di Viareggio, nato nel 1949 per iniziativa del C.G.C. Viareggio. Lo spunto iniziale è del 1948, quando ci fu un torneo cittadino a dieci squadre che rappresentavano quattro società e sei bar. Fin dalla prima edizione il torneo si è caratterizzato come “under 21” e via via nel tempo ha acquistato sempre maggior prestigio a livello internazionale, con l'arrivo a Viareggio di squadre extracontinentali. Nel 1978 partecipò al torneo una squadra di Pechino e questo rappresentò il primo contatto sportivo della Cina comunista con l'Europa occidentale. Le squadre vincitrici del maggior numero di edizioni sono Milan e Fiorentina, con 8 trionfi ciascuna.

## Edizioni
Il Carnevale di Viareggio ha all'attivo ben 152 edizioni.